# Liste von Denkmälern in Basel
Diese Seite gibt einen Überblick über Denkmäler im engeren Sinne in Basel, also über Bauwerke, Skulpturen, Plastiken und dergleichen im Stadtgebiet von Basel, die an bestimmte Personen, Personengruppen oder Ereignisse erinnern.
Diese Seite enthält nicht:
- Kunstwerke, die nicht dem Gedenken an bestimmte Personen, Personengruppen oder Ereignisse dienen
- Objekte, die unter Denkmalschutz stehen und daher ebenfalls als Denkmäler bezeichnet werden
- Stolpersteine (siehe hierfür die Liste der Stolpersteine in Basel)

## Liste
| Bild | Name                    | erinnert an                                                                                         | Einweihung / Platzierung | Künstler                   | Stadtteil           | Standort                                             |
| ---- | ----------------------- | --------------------------------------------------------------------------------------------------- | ------------------------ | -------------------------- | ------------------- | ---------------------------------------------------- |
|      | Plancus-Statue          | Lucius Munatius Plancus (ca. 87–15 v. Chr.), römischer Feldherr, angeblicher Stadtgründer von Basel | 1580                     | Hans Michel                | Altstadt Grossbasel | Innenhof des Rathauses                               |
|      | Isaak-Iselin-Denkmal    | Isaak Iselin (1728–1782), Geschichtsphilosoph der Aufklärung                                        | 1891                     | Karl Alfred Lanz           | Altstadt Grossbasel | Schmiedenhof, zwischen Rümelinsplatz und Gerbergasse |
|      | Hebel-Denkmal           | Johann Peter Hebel (1760–1826), Schriftsteller                                                      | 1899                     | Max Leu                    | Altstadt Grossbasel | vor der Peterskirche                                 |
|      | Riggenbach-Denkmal      | Rudolf «Dinge-Dinge» Riggenbach (1882–1961), Kunsthistoriker und erster Denkmalpfleger von Basel    | 1971                     | Peter Moilliet             | Altstadt Grossbasel | Leonhardskirchplatz                                  |
|      | Elisabethenbrunnen      | Elisabeth von Thüringen (1207–1231), Landgräfin von Thüringen, Heilige                              | 1862                     | Heinrich Rudolf Meili      | Vorstädte           | Elisabethenstrasse / Klosterberg                     |
|      | Karl-Sarasin-Denkmal    | Karl Sarasin (1815–1866), Unternehmer und Politiker                                                 | 1948                     | Ferdinand Schlöth          | Vorstädte           | vor dem St. Alban-Tor                                |
|      | St. Jakobs-Denkmal      | Schlacht bei St. Jakob an der Birs 1444                                                             | 1872                     | Ferdinand Schlöth          | St. Alban           | St. Jakobs-Strasse                                   |
|      | Strassburger Denkmal    | humanitäre Hilfe der Schweiz während der Belagerung Strassburgs 1870                                | 1895                     | Frédéric-Auguste Bartholdi | St. Alban           | Elisabethenanlage beim Bahnhof Basel SBB             |
|      | Denkmal der Dankbarkeit | Kinderhilfe des Schweizerischen Roten Kreuzes während des Zweiten Weltkriegs                        | 1948                     | Georges Salendre           | Bachletten          | Schützenmattpark                                     |
|      | Wettsteinbrunnen        | Johann Rudolf Wettstein (1594–1666), Diplomat und Bürgermeister von Basel                           | 1955                     | Alexander Zschokke         | Altstadt Kleinbasel | Theodorskirchplatz                                   |